# 申隔宗
申隔宗（藏語：སེང་གེ་རྫོང།，罗马字母拼写：Sêngkêzong）印度阿鲁纳恰尔邦西卡门县的一个居民点，地处色拉山口以南，达旺镇与德让宗之间，战略地位重要。该地区属于中华人民共和国与印度领土争议地区，中国将其划归西藏自治区山南市错那县管辖，是中华人民共和国民政部第二批增补藏南地区公开使用地名中的一个。 